# 羅尼·加布舍夫斯基
羅尼·加布舍夫斯基（Ronny Garbuschewki）是德國的一位足球運動員，在場上司職右中場。他現在效力于德甲球隊杜塞爾多夫。

## 外部連結
- fussballdaten.de：羅尼·加布舍夫斯基之統計數據 （德文）